# Lagos de Moreno
Lagos de Moreno é um município do estado de Jalisco, no México.
Em 2005, o município possuía um total de 140.001 habitantes.